# Hristo Iliev
Hristo Bristov Iliev (Sófia, 11 de maio de 1936 – 24 de março de 1974) foi um futebolista búlgaro, que atuou como atacante.

## Carreira
Hristo Bristov Iliev fez parte do elenco da Seleção Búlgara na Copa do Mundo de 1962, 1966 e 1970. 